# Tuto (Fußballspieler)
Livonir Ruschel, auch genannt Tuto (* 2. Juli 1979 in Dionísio Cerqueira, SC) ist ein ehemaliger brasilianischer Fußballspieler. Er wurde auf der Position eines Stürmers eingesetzt und war hauptsächlich in Japan aktiv.

## Karriere
Tuto begann seine Profilaufbahn 1997 beim unterklassigen Grêmio Esportivo Glória aus Vacaria. Von hier aus ging er 1998 nach Japan, wo er die meiste Zeit seiner Laufbahn verbringen sollte. Hier wurde sein erster Klub Kawasaki Frontale. Am Ende der Saison 1999, wurde er mit dem Klub Meister in der J2 League. Dabei erzielte er in 30 Spielen 17 Tore. In der J1 League lief er nicht mehr für den Klub auf. Tuto wechselte zum künftigen Ligakonkurrenten FC Tokyo. Am Ende der Saison 2000 bei Tokyo wurde er in die beste Mannschaft des Jahres gewählt. Er blieb aber nicht bei den Hauptstädtern, sondern ging zur Saison 2001 zum Aufsteiger Urawa Red Diamonds. Hier blieb Tuto zwei Spielzeiten um zur Spielzeit 2003 zu Shimizu S-Pulse zu gehen. Bei dem Klub verbrachte er nur die eine Saison. 2004 kam er in die J.League Division 2 zu Ōmiya Ardija. Dem Klub konnte er mit acht Toren in 24 Spielen zur Vizemeisterschaft 2004 verhelfen. Die Aufstiegssaison Aufstiegssaison 2005 verbrachte er noch bei dem Klub. Danach ging Tuto zurück in seine Heimat.
Beim AA Ponte Preta unterzeichnete Tuto einen Vertrag bis Jahresende 2006. Nach Auslaufen seines Vertrages ging er nach Israel. Hier spielte er mit dem Beitar Jerusalem in der Ligat ha’Al bis zum Ende der Saison 2005/06 im Mai 2007. Im Juni 2007 kam er bei Grêmio FBPA aus Porto Alegre ins Gespräch. Eine Verpflichtung kam aber nicht Zustande. Stattdessen nahm der AD São Caetano Tuto unter Vertrag. In die Saison 2008 startete Tuto zunächst beim unterklassigen Sertãozinho FC. Noch im selben Jahr ging er wieder nach Japan. Hier blieb er beim Shonan Bellmare für zwei Spielzeiten in J.League Division 2 bis Ende 2009. Seine letzte Station wurde der Chapecoense, mit welchem er in der Série C antrat.

## Erfolge
Kawasaki Frontale
- J2 League: 1999

Ōmiya Ardija
- J2 League - Vizemeister: 2004

Auszeichnungen
- J.League Best XI: 2000 mit dem FC Tokyo